# Wat Phrathat Doi Suthep
Wat Phrathat Doi Suthep (in thailandese วัดพระธาตุดอยสุเทพ) è un tempio del Buddismo Theravāda nella Provincia di Chiang Mai, in Thailandia del Nord. Il tempio è spesso indicato come "Doi Suthep" anche se questo è in realtà il nome della montagna su cui è situato. Si trova a 15 km dalla città di Chiang Mai ed è un luogo sacro per molti thailandesi. Dal tempio è possibile ammirare una spettacolare vista su Chiang Mai, è quindi una popolare meta turistica.